# Хиггинс, Энтони
Э́нтони Хи́ггинс (англ. Anthony Higgins , род. 9 мая, 1947) — британский актёр ирландского происхождения.

## Биография и творчество
Энтони Хиггинс родился в семье эмигрантов из Южной Ирландии, которые приехали в Англию перед Второй Мировой войной. Энтони начал играть в школьном театре, и в 1967 году, после окончания актёрской школы в Бирмингеме, вышел на профессиональную сцену. Первый успех пришел к актёру после фильмов «Прогулка с любовью и смертью» (1969), «Вкус крови Дракулы» (1970) и культового фильма «Цирк вампиров» (1972). Во всех фильмах раннего периода своей карьеры Энтони появлялся под фамилией Корлан.
Хиггинс проявил свои качества серьёзного драматического актёра в фильмах «Еретичка Флавия» (1974) и других, и, после долгого времени работы на телевидении и в Королевской Шекспировской компании и других театрах, был приглашён в Голливуд на небольшую роль в фильме «Индиана Джонс и искатели утраченного ковчега». В 1982 году знаменитый британский режиссёр Питер Гринуэй дал Энтони главную роль в одном из своих лучших фильмов «Контракт рисовальщика», что сделало актёра звездой фильмов в стиле арт-хаус. В середине 1980-х Энтони снялся в нескольких фильмах и телесериалах (например, в сериале «Кружева» (1984—1985)).
Энтони Хиггинс сыграл Шерлока Холмса и профессора Мориарти в разные десятилетия своей карьеры: злодей фильма «Молодой Шерлок Холмс» (1985) превратился в великого сыщика в телевизионном фильме «1994 Бейкер-стрит: Возвращение Шерлока Холмса» (1993).
В начале 1990-х Энтони Хиггинс снялся в нескольких фильмах в США, Европе и Великобритании, но к концу десятилетия больше появлялся на телевидении, чем в большом кино. В начале 2000-х Хиггинс сыграл несколько эпизодических ролей в кино и в телесериалах, и в последние годы он редкий гость на большом экране, так как большую часть времени уделяет телевидению и музыке.

## Дополнительная информация
В 2000 году Энтони Хиггинс написал и поставил свой собственный фильм Blood Count, который демонстрировался на нескольких европейских кинофестивалях.

## Фильмография
- 2009 — Малиса в Стране чудес / Malice in Wonderland — Рекс
- 2005 — Хромофобия / Chromophobia — Geoffrey Wharton
- 2000 — В глубине / Deeply — Adm. Griggs
- 1997 — Бандит / Bandyta — директор тюрьмы
- 1997 — Пятая провинция / The Fifth Province — Марсель
- 1996 — Живой и умирающий / Indian Summer — Рамон
- 1995 — В последний момент / The Last Minute — Walsh'
- 1994 — Нострадамус / Nostradamus — король Генрих II
- 1993 — Консьерж / For Love or Money — Кристиан Хановер
- 1993—1994 Бейкер-стрит: Возвращение Шерлока Холмса
- 1993 — Нежное убийство / Sweet Killing — Адам Кросс
- 1992 — / La règle du je — Alexander
- 1992 — / The Bridge — Reginald Hetherington
- 1986 — Макс, любовь моя / Max, Mon Amour — Peter Jones
- 1985 — Молодой Шерлок Холмс / Young Sherlock Holmes — Professor Moriarty (also known as Eh Tar)
- 1985 — Невеста / The Bride — Clerval
- 1984 — / She’ll Be Wearing Pink Pyjamas — Tom
- 1982 — Контракт рисовальщика / The Draughtsman’s Contract — Mr. Neville
- 1981 — Индиана Джонс и искатели утраченного ковчега / Raiders of the Lost Ark — Gobler
- 1981 — Квартет / Quartet — Stephan Zelli
- 1976 — Путешествие отверженных / Voyage of the Damned — Seaman Berg
- 1974 — Флавия, еретичка / Flavia, la monaca musulmana — Ahmed
- 1972 — Цирк вампиров / Vampire Circus — Emil
- 1972 — / Something for Everyone — Helmuth Von Ornstein
- 1970 — Вкус крови Дракулы / Taste the Blood of Dracula — Paul Paxton
- 1969 — Прогулка с любовью и смертью / A Walk with Love and Death — Robert of Loris

## Телевидение
- 2011 — Zen (ТВ) … Guerchini
- 2010 — Мисс Марпл Агаты Кристи / Marple. The Secret of Chimneys' (ТВ) … Count Ludwig von Stainach
- 2009 — Law and Order:UK (ТВ) … Ed Connor
- 2009 — Lewis (ТВ) … Franco
- 2007 — Heroes and Villains: Napoleon (ТВ) … General Dugommier
- 2005 — The Commander: Blackdog (ТВ) … David Sperry
- 2004 — The Inspector Lynley Mysteries: A Traitor to Memory (ТВ) … James Pitchley
- 1999 — Trial & Retribution III (ТВ) … Karl Wilding
- 1998 — Close Relations (ТВ мини-сериал) … Robert
- 1997 — Supply & Demand (ТВ) … Lloyd St John
- 1996 — Моисей / Moses — Korah
- 1995 — The Governor (телесериал) … Norman Jones
- 1993 — 1994 Бейкер-стрит: Возвращение Шерлока Холмса / 1994 Baker Street: Sherlock Holmes Returns (ТВ) … Sherlock Holmes
- 1991 — One Against the Wind (ТВ) … SS Capt. Herman Gruber
- 1991 — The Strauss Dynasty (ТВ мини-сериал) … Johann Strauss
- 1989 — Darlings of the Gods (ТВ) … Laurence Olivier
- 1987 — Наполеон и Жозефина / Napoleon and Josephine: A Love Story (ТВ мини-сериал) … Жозеф Бонапарт
- 1986 — The Last Seance (ТВ) … Raoul
- 1986 — The Shutter Falls (ТВ) … Photographer
- 1985 — Lace II (ТВ) … King Abdullah of Sydon
- 1984 — The Cold Room (ТВ) … Erich
- 1984 — Кружева/Lace (ТВ) … Принц Абдула
- 1983 — Reilly: The Ace of Spies (ТВ мини-сериал) … Trilisser
- 1980 — Love in a Cold Climate (ТВ мини-сериал)
- 1977 — The Eagle of the Ninth (ТВ мини-сериал) … Marcus Flavius Aquila
- 1976 — Hadleigh (телесериал) … Gregory Baker
- 1969 — Blood of the Lamb (ТВ) … Alec
- 1969 — Strange Report — Report 8319: Grenade — What Price Change? (телесериал) .. Ferdy Walker